# 迪亞高·柏度
迪亞高·柏度·路基拉，（英語：Tiago Prado Nogueira，1984年5月3日—），巴西职业足球运动员，曾效力成都謝菲聯。
2010年3月1日，迪亞高轉到中國加盟成都謝菲聯。
2010年12月29日, 迪亞高與北海道札幌岡薩多簽約。
2011年7月31日，北海道札幌岡薩多取約其合約。

## 榮譽
甘美奧
- 巴乙聯賽: 2005

費古倫斯
- 卡塔琳娜州錦標賽: 2006

阿雷格里港
- 南里奧格蘭迪州聯賽乙組: 2009

## 連結
- Sambafoot[] （英文）
- ZeroZero[永久] （葡萄牙文）
- Futpédia （葡萄牙文）